# World Team Challenge 2007
World Team Challenge 2007 var den sjätte upplagan av skidskyttetävlingen som avgjordes i mellandagarna inne på och strax utanför fotbollsarenan Veltins-Arena i Gelsenkirchen, Tyskland.
Totalt kom 12 lag till start med 24 tävlande från fem olika europeiska länder och Kina. Tyskland, som arrangerar tävlingen, hade tio deltagare med, Frankrike och Norge hade fyra deltagare var medan Ryssland, Italien och Kina hade två deltagare var.
Tävlingen vanns av det ryska paret Jekaterina Jurjeva/Dmitri Jarosjenko som var 31,6 sekunder det norska paret Tora Berger/Ole Einar Bjørndalen. Trea kom det tyska paret Anne Preussler/Michael Greis som var 45,2 sekunder efter.

## Startfält
| Lag | Namn                                     | Land      |
| --- | ---------------------------------------- | --------- |
| 1   | Anne Preussler och Michael Greis         | Tyskland  |
| 2   | Kati Wilhelm och Michael Rösch           | Tyskland  |
| 3   | Kathrin Hitzer och Andreas Birnbacher    | Tyskland  |
| 4   | Andrea Henkel och Alexander Wolf         | Tyskland  |
| 5   | Susann König och Florian Graf            | Tyskland  |
| 6   | Tora Berger och Ole Einar Bjørndalen     | Norge     |
| 7   | Solveig Rogstad och Halvard Hanevold     | Norge     |
| 8   | Sylvie Becaert och Simon Fourcade        | Frankrike |
| 9   | Sandrine Bailly och Vincent Defrasne     | Frankrike |
| 10  | Jekaterina Jurjeva och Dmitri Jarosjenko | Ryssland  |
| 11  | Michela Ponza och René Vuillermoz        | Italien   |
| 12  | Xianying Liu och Chengye Zhang           | Kina      |

## Slutresultat
| Nr | Namn                                   | Land | Straffrundor | Tid     |
| -- | -------------------------------------- | ---- | ------------ | ------- |
| 1  | Jekaterina Jurjeva & Dmitri Jarosjenko | RUS  | 3            | 31.32,0 |
| 2  | Tora Berger & Ole Einar Bjørndalen     | NOR  | 7            | +31,6   |
| 3  | Anne Preussler & Michael Greis         | GER  | 6            | +45,2   |
| 4  | Solveig Rogstad & Halvard Hanevold     | NOR  | 5            | +1.02,8 |
| 5  | Kati Wilhelm & Michael Rösch           | GER  | 6            | +1.10,2 |
| 6  | Sylvie Becaert & Simon Fourcade        | FRA  | 10           | +1.11,6 |
| 7  | Kathrin Hitzer & Andreas Birnbacher    | GER  | 7            | +1.11,9 |
| 8  | Michela Ponza & René Vuillermoz        | ITA  | 7            | +1.17,9 |
| 9  | Xianying Liu & Chengye Zhang           | CHN  | 5            | +1.25,6 |
| 10 | Andrea Henkel & Alexander Wolf         | GER  | 4            | +1.31,1 |
| 11 | Susann König & Florian Graf            | GER  | 3            | +1.45,1 |
| 12 | Sandrine Bailly & Vincent Defrasne     | FRA  | 8            | +1.59,2 |